# Звєрево (Правдинський район)
Звє́рево (рос. Зверево), до 1950 року — Вандлакен (нім. Wandlacken) — селище в Правдинському районі Калінінградської області Російської Федерації. Входить до складу Желєзнодорожного міського поселення.